# Kenneth Best
Kenneth Y. Best (Harrisburg, 28 ottobre 1938) è un giornalista liberiano. È il fondatore del giornale The Daily Observer in Liberia e di un altro giornale con lo stesso nome in Gambia. Nel 2000 è stato nominato "eroe della libertà di stampa nel mondo" dall'International Press Institute.

## Carriera
Best fondò nel febbraio 1981 il Daily Observer, giornale di Monrovia. Durante la presidenza di Samuel Kanyon Doe è stato oggetto di pressioni politiche.
La prima guerra civile liberiana obbligò Best e la sua famiglia ad emigrare in Gambia, dove egli fondò il primo giornale del Gambia, chiamato anch'esso Daily Observer. Nell'ottobre 1994, il colpo di stato da parte di Yahya Jammeh costrinse Best a lasciare il Gambia, ciononostante il quotidiano da lui fondato ha continuato le pubblicazioni. Best si è trasferito negli Stati Uniti.

## Opere
- Cultural Policy in Liberia, 1974
- African Challenge, 1975
- "My Fight for Press Freedom", in New African, August 1991.
- The Evolution of Liberia's Democracy: A Brief look at Liberia’s Electoral History – 1847-2011, 2012